# Guitar Town
Guitar Town (en español: Pueblo de la guitarra o Ciudad de la guitarra en Español) es el álbum debut del cantante y guitarrista estadounidense de country Steve Earle. Fue publicado en marzo de 1986.
El álbum fue un éxito comercial y alcanzó la cima de los listados de country en los Estados Unidos, incluyendo el Billboard, y su canción homónima ocupó el 7 lugar en listados.
En el 2003 el álbum fue incluido en la lista de los mejores álbumes de todos los tiempos de la revista Rolling Stone.